# Tuco-tuco de la Patagònia
El tuco-tuco de la Patagònia (Ctenomys haigi) és una espècie de mamífer rosegador histricomorf de la família dels ctenòmids pròpia de Sud-amèrica. Com altres Ctenomys, és subterrani i per això poc observat, excepte per l'anomenat tuco-tuco dels mascles prop de les sortides dels seus caus, especialment a l'alba. Com la majoria de les espècies del gènere Ctenomys, C. haigi és solitari, amb un adult per cau.
És nadiu de l'Argentina i de Xile. El seu hàbitat primari és l'estepa patagona, però també se la troba en les ecoregions de baixa muntanya i boscos temperats.
Fou anomenat en honor del militar britànic Douglas Haig.